# Итикава (город)
Итикава (яп. 市川市 Итикава-си) — город в Японии, находящийся в префектуре Тиба. Площадь города составляет 57,40 км², население — 471 873 человека (1 августа 2014), плотность населения — 8220,78 чел./км².

## Географическое положение
Город расположен на острове Хонсю в префектуре Тиба региона Канто. С ним граничат города Ураясу, Фунабаси, Мацудо, Камагая.

## Население
Население города составляет 471 873 человека (1 августа 2014), а плотность — 8220,78 чел./км².

## Символика
Деревом города считается Pinus thunbergii, цветком — роза, птицей — настоящая короткокрылая камышовка. Из легендарных персонажей символом является красавица Тэкона.

## Города-побратимы
- Гардина, США (1962)
- Лэшань, Китай (1981)
- Медан, Индонезия (1989)
- Розенхайм, Германия (2004)
- Вонджу, Республика Корея (2005)